# Saison 1 de This Is Us
Chronologie
Saison 2
Cet article présente le guide des épisodes de la première saison de la série télévisée américaine This Is Us.

## Généralités
- Aux États-Unis, la saison a été diffusée du 20 septembre 2016 au 14 mars 2017 sur le réseau NBC.
- Au Canada anglophone, la saison a été diffusée en simultané sur le réseau CTV[1].
- Au Canada francophone, la saison sera diffusée sur ICI Radio-Canada Télé[2].
- En France, la saison a débuté le 30 avril 2020 sur M6.

## Distribution

### Acteurs principaux
- Milo Ventimiglia (VF : Rémi Bichet) : Jack Pearson (né en 1944)
- Mandy Moore (VF : Aurore Bonjour) : Rebecca Pearson (née en 1950/51)
- Sterling K. Brown (VF : Eilias Changuel) : Randall Pearson (né en 1980)
- Chrissy Metz (VF : Véronique Alycia) : Kate Pearson (née en 1980)
- Justin Hartley (VF : Martial Le Minoux) : Kevin Pearson (né en 1980)
- Susan Kelechi Watson (VF : Céline Ronté) : Beth Pearson, la femme de Randall
- Chris Sullivan (VF : Pascal Casanova) : Toby, le petit ami de Kate
- Ron Cephas Jones (VF : Jérôme Pauwels) : William Hill, père biologique de Randall

### Acteurs récurrents
- Faithe Herman : Annie Pearson, fille de Randall et Beth
- Eris Baker (VF : Lola Krellenstein) : Tess Pearson, fille de Randall et Beth
- Jon Huertas (VF : Serge Faliu) : Miguel (11 épisodes)
- Lonnie Chavis : Randall, 9 ans (11 épisodes)
- Mackenzie Hancsicsak (VF : Lisa Caruso) : Kate, 9 ans (10 épisodes)
- Parker Bates : Kevin, 9 ans (10 épisodes)
- Milana Vayntrub (VF : Bénédicte Bosc) : Sloane Sandburg (8 épisodes)
- Janet Montgomery (VF : Laurence Dourlens) : Olivia Maine (5 épisodes)
- Gerald McRaney : Dr Nathan Katowski (5 épisodes)
- John Pollono : Tyler (5 épisodes)
- Hannah Zeile : Kate, 15 ans (5 épisodes)
- Niles Fitch : Randall, 15 ans (4 épisodes)
- Logan Shroyer : Kevin, 15 ans (4 épisodes)
- Ryan Michelle Bathe (en) (VF : Annie Milon) : Yvette
- Sam Trammell : Ben[3]
- Denis O'Hare (VF : Nicolas Marié) : Jessie[4]
- Jimmi Simpson : Andy Fannan[5] (épisode 10)
- Elizabeth Perkins : Janet Malone, mère de Rebecca[6] (épisode 11)
- Alexandra Breckenridge : Sophie, amie d'enfance de Kate[7]
- Hari Dhillon (en) : Sanjay Jahiri, collègue de travail de Randall[8]
- Katie Couric : elle-même[9] (épisode 15)
- Brian Tyree Henry : Ricky, cousin de William[9] (épisode 16)
- Amanda Warren : Dorothy Hill, mère de William[10] (épisode 16)
- Amanda Leighton : Sophie, jeune[11] (épisode 17)
- Jeremy Luke : Darryl[12]

## Épisodes

### Épisode 1:L'Anniversaire
- États-Unis /  Canada : 20 septembre 2016 sur NBC[13] / CTV
- France :
  - 30 octobre 2016 sur Canal+ Séries[14] (en VOSTFr)
  - 6 avril 2017 sur Canal+[15] (en VF)
  - 24 janvier 2018[16] sur 6ter[17]
  - 30 avril 2020 sur M6
- Suisse : 22 septembre 2017 sur RTS Deux
- Belgique : 24 octobre 2017 sur RTL-TVI[18]
- Québec : 13 janvier 2018[19] sur ICI Radio-Canada Télé[2]

- États-Unis : 10,07 millions de téléspectateurs[20] (première diffusion)
- Canada : 1,755 million de téléspectateurs[21] (première diffusion + différé 7 jours)
- France : 2,13 millions de téléspectateurs (8,2 %)[22]

### Épisode 2:Nouveaux horizons
- États-Unis /  Canada : 27 septembre 2016 sur NBC / CTV
- France :
  - 30 octobre 2016 sur Canal+ Séries (en VOSTFr)
  - 6 avril 2017 sur Canal+ (en VF)
  - 24 janvier 2018 sur 6ter
  - 30 avril 2020 sur M6
- Suisse : 22 septembre 2017 sur RTS Deux
- Belgique : 24 octobre 2017 sur RTL-TVI
- Québec : 20 janvier 2018 sur ICI Radio-Canada Télé

- États-Unis : 8,75 millions de téléspectateurs[23] (première diffusion)
- Canada : 1,657 million de téléspectateurs[24] (première diffusion + différé 7 jours)
- France : 1,83 million de téléspectateurs (9,2 %)[22]

### Épisode 3:Baby Blues
- États-Unis /  Canada : 11 octobre 2016 sur NBC / CTV
- France :
  - 4 novembre 2016 sur Canal+ Séries (en VOSTFr)
  - 13 avril 2017 sur Canal+ (en VF)
  - 24 janvier 2018 sur 6ter
  - 30 avril 2020 sur M6
- Suisse : 22 septembre 2017 sur RTS Deux
- Belgique : 31 octobre 2017 sur RTL-TVI
- Québec : 27 janvier 2018 sur ICI Radio-Canada Télé

- États-Unis : 9,87 millions de téléspectateurs[25] (première diffusion)
- Canada : 1,492 million de téléspectateurs[26] (première diffusion + différé 7 jours)
- France : 1,26 million de téléspectateurs (10 %)[22]

### Épisode 4:La Piscine
- États-Unis /  Canada : 18 octobre 2016 sur NBC / CTV
- France :
  - 5 novembre 2016 sur Canal+ Séries (en VOSTFr)
  - 13 avril 2017 sur Canal+ (en VF)
  - 31 janvier 2018 sur 6ter
  - 1er mai 2020 sur M6
- Suisse : 29 septembre 2017 sur RTS Deux
- Belgique : 31 octobre 2017 sur RTL-TVI
- Québec : 3 février 2018 sur ICI Radio-Canada Télé

- États-Unis : 9,71 millions de téléspectateurs[27] (première diffusion)
- Canada : 1,576 million de téléspectateurs[28] (première diffusion + différé 7 jours)
- France : 971 000 téléspectateurs (11,9 %)[22]

### Épisode 5:Match décisif
- États-Unis /  Canada : 25 octobre 2016 sur NBC / CTV
- France :
  - 11 novembre 2016 sur Canal+ Séries (en VOSTFr)
  - 20 avril 2017 sur Canal+ (en VF)
  - 31 janvier 2018 sur 6ter
  - 1er mai 2020 sur M6
- Suisse : 29 septembre 2017 sur RTS Deux
- Belgique : 7 novembre 2017 sur RTL-TVI
- Québec : 3 mars 2018 sur ICI Radio-Canada Télé

- États-Unis : 8,68 millions de téléspectateurs[29] (première diffusion)
- Canada : 1,496 million de téléspectateurs[30] (première diffusion + différé 7 jours)
- France : 709 000 téléspectateurs (13,4 %)[22]

### Épisode 6:Vocation contrariée
- États-Unis /  Canada : 1er novembre 2016 sur NBC / CTV
- France :
  - 11 novembre 2016 sur Canal+ Séries (en VOSTFr)
  - 20 avril 2017 sur Canal+ (en VF)
  - 31 janvier 2018 sur 6ter
  - 7 mai 2020 sur M6
- Suisse : 29 septembre 2017 sur RTS Deux
- Belgique : 7 novembre 2017 sur RTL-TVI
- Québec : 10 mars 2018 sur ICI Radio-Canada Télé

- États-Unis : 8,48 millions de téléspectateurs[31] (première diffusion)
- Canada : 1,516 million de téléspectateurs[32] (première diffusion + différé 7 jours)
- France : 1,54 million de téléspectateurs (6,1 %)[33]

### Épisode 7:Jalousie fraternelle
- États-Unis /  Canada : 15 novembre 2016 sur NBC / CTV
- France :
  - 18 novembre 2016 sur Canal+ Séries (en VOSTFr)
  - 27 avril 2017 sur Canal+ (en VF)
  - 7 février 2018 sur 6ter
  - 7 mai 2020 sur M6
- Suisse : 6 octobre 2017 sur RTS Deux
- Belgique : 14 novembre 2017 sur RTL-TVI
- Québec : 17 mars 2018 sur ICI Radio-Canada Télé

- États-Unis : 9,50 millions de téléspectateurs[34] (première diffusion)
- Canada : 1,564 million de téléspectateurs[35] (première diffusion + différé 7 jours)
- France : 1,32 million de téléspectateurs (6,9 %)[33]

### Épisode 8:Traditions familiales
- États-Unis /  Canada : 22 novembre 2016 sur NBC / CTV
- France :
  - 25 novembre 2016 sur Canal+ Séries (en VOSTFr)
  - 27 avril 2017 sur Canal+ (en VF)
  - 7 février 2018 sur 6ter
  - 7 mai 2020 sur M6
- Suisse : 6 octobre 2017 sur RTS Deux
- Belgique : 14 novembre 2017 sur RTL-TVI
- Québec : 24 mars 2018 sur ICI Radio-Canada Télé

- États-Unis : 9 millions de téléspectateurs[36] (première diffusion)
- Canada : 1,599 million de téléspectateurs[37] (première diffusion + différé 7 jours)
- France : 1,11 million de téléspectateurs (9,4 %)[33]

Dans le passé, la famille Pearson s'apprête à passer les fêtes de Thanksgiving chez les parents de Rebecca mais un accident de voiture change leurs plans. Forcés de rester dans un motel, ils finissent par passer un très bon moment grâce à un personnage que Jack créé. Mais Kevin va avoir du mal à supporter que Miguel reprenne le rôle dans le présent. En plus, il voit sa relation avec Olivia progresser. Kate rompt avec Toby car elle ne perd pas de poids avant Thanksgiving. Dans l'avion, à la suite de problèmes de météo et de perturbations, elle a une révélation qu'elle annoncera à sa famille.

### Épisode 9:Hallucinations
- États-Unis /  Canada : 29 novembre 2016 sur NBC / CTV
- France :
  - 2 décembre 2016 sur Canal+ Séries (en VOSTFr)
  - 4 mai 2017 sur Canal+ (en VF)
  - 7 février 2018 sur 6ter
  - 8 mai 2020 sur M6
- Suisse : 6 octobre 2017 sur RTS Deux
- Belgique : 21 novembre 2017 sur RTL-TVI
- Québec : 31 mars 2018 sur ICI Radio-Canada Télé

- États-Unis : 10,53 millions de téléspectateurs[38](première diffusion)
- Canada : 1,741 million de téléspectateurs[39] (première diffusion + différé 7 jours)
- France : 841 000 téléspectateurs (11,3 %)[33]

### Épisode 10:La magie de Noël
- États-Unis /  Canada : 6 décembre 2016 sur NBC / CTV
- France :
  - 9 décembre 2016 sur Canal+ Séries (en VOSTFr)
  - 4 mai 2017 sur Canal+ (en VF)
  - 14 février 2018 sur 6ter
  - 8 mai 2020 sur M6
- Suisse : 13 octobre 2017 sur RTS Deux
- Belgique : 21 novembre 2017 sur RTL-TVI
- Québec : 7 avril 2018 sur ICI Radio-Canada Télé

- États-Unis : 10,95 millions de téléspectateurs[40](première diffusion)
- Canada : 1,716 million de téléspectateurs[41] (première diffusion + différé 7 jours)
- France : 582 000 téléspectateurs (12,3 %)[33]

### Épisode 11:Raison et sentiments
- États-Unis /  Canada : 10 janvier 2017 sur NBC / CTV
- France :
  - 13 janvier 2017 sur Canal+ Séries (en VOSTFr)
  - 11 mai 2017 sur Canal+ (en VF)
  - 14 février 2018 sur 6ter
  - 14 mai 2020 sur M6
- Suisse : 13 octobre 2017 sur RTS Deux
- Belgique : 28 novembre 2017 sur RTL-TVI
- Québec : 14 avril 2018 sur ICI Radio-Canada Télé

- États-Unis : 10,48 millions de téléspectateurs[42] (première diffusion)
- Canada : 1,573 million de téléspectateurs[43] (première diffusion + différé 7 jours)

### Épisode 12:Jour mémorable
- États-Unis /  Canada : 17 janvier 2017 sur NBC / CTV
- France :
  - 20 janvier 2017 sur Canal+ Séries (en VOSTFr)
  - 11 mai 2017 sur Canal+ (en VF)
  - 14 février 2018 sur 6ter
  - 14 mai 2020 sur M6
- Suisse : 13 octobre 2017 sur RTS Deux
- Belgique : 28 novembre 2017 sur RTL-TVI
- Québec : 21 avril 2018 sur ICI Radio-Canada Télé

- États-Unis : 9,59 millions de téléspectateurs[44] (première diffusion)
- Canada : 1,477 million de téléspectateurs[45] (première diffusion + différé 7 jours)

### Épisode 13:La femme de sa vie
- États-Unis /  Canada : 24 janvier 2017 sur NBC / CTV
- France :
  - 27 janvier 2017 sur Canal+ Séries (en VOSTFr)
  - 18 mai 2017 sur Canal+ (en VF)
  - 21 février 2018 sur 6ter
  - 14 mai 2020 sur M6
- Suisse : 20 octobre 2017 sur RTS Deux
- Belgique : 5 décembre 2017 sur RTL-TVI
- Québec : 28 avril 2018 sur ICI Radio-Canada Télé

- États-Unis : 9,63 millions de téléspectateurs[46] (première diffusion)
- Canada : 1,602 million de téléspectateurs[47] (première diffusion + différé 7 jours)

### Épisode 14:Pour le meilleur et pour le pire
- États-Unis /  Canada : 7 février 2017 sur NBC / CTV
- France :
  - 11 février 2017 sur Canal+ Séries (en VOSTFr)
  - 18 mai 2017 sur Canal+ (en VF)
  - 21 février 2018 sur 6ter
  - 15 mai 2020 sur M6
- Suisse : 20 octobre 2017 sur RTS Deux
- Belgique : 5 décembre 2017 sur RTL-TVI
- Québec : 5 mai 2018 sur ICI Radio-Canada Télé

- États-Unis : 9,57 millions de téléspectateurs[48] (première diffusion)
- Canada : 1,552 million de téléspectateurs[49] (première diffusion + différé 7 jours)

### Épisode 15:Coup de théâtre!
- États-Unis /  Canada : 14 février 2017 sur NBC / CTV
- France :
  - 19 février 2017 sur Canal+ Séries (en VOSTFr)
  - 25 mai 2017 sur Canal+ (en VF)
  - 21 février 2018 sur 6ter
  - 21 mai 2020 sur M6
- Suisse : 20 octobre 2017 sur RTS Deux
- Belgique : 12 décembre 2017 sur RTL-TVI
- Québec : 12 mai 2018 sur ICI Radio-Canada Télé

- États-Unis : 9,03 millions de téléspectateurs[50] (première diffusion)
- Canada : 1,44 million de téléspectateurs[51] (première diffusion + différé 7 jours)
- France : 1,62 million de téléspectateurs (7,4 %)[52]

### Épisode 16:Memphis
- États-Unis /  Canada : 21 février 2017 sur NBC / CTV
- France :
  - 24 février 2017 sur Canal+ Séries (en VOSTFr)
  - 25 mai 2017 sur Canal+ (en VF)
  - 28 février 2018 sur 6ter
  - 21 mai 2020 sur M6
- Suisse : 27 octobre 2017 sur RTS Deux
- Belgique : 12 décembre 2017 sur RTL-TVI
- Québec : 19 mai 2018 sur ICI Radio-Canada Télé

- États-Unis : 9,35 millions de téléspectateurs[53] (première diffusion)
- Canada : 1,466 million de téléspectateurs[54] (première diffusion + différé 7 jours)
- France : 1,17 million de téléspectateurs (7,4 %)[52]

### Épisode 17:Souvenirs
- États-Unis /  Canada : 7 mars 2017 sur NBC / CTV
- France :
  - 10 mars 2017 sur Canal+ Séries (en VOSTFr)
  - 1er juin 2017 sur Canal+ (en VF)
  - 28 février 2018 sur 6ter
  - 21 mai 2020 sur M6
- Suisse : 27 octobre 2017 sur RTS Deux
- Belgique : 19 décembre 2017 sur RTL-TVI
- Québec : 26 mai 2018 sur ICI Radio-Canada Télé

- États-Unis : 11,15 millions de téléspectateurs[55] (première diffusion)
- Canada : 1,573 million de téléspectateurs[56] (première diffusion + différé 7 jours)
- France : 788 000 téléspectateurs (7,7 %)[52]

### Épisode 18:Choix difficiles
- États-Unis /  Canada : 14 mars 2017 sur NBC[57] / CTV
- France :
  - 17 mars 2017 sur Canal+ Séries (en VOSTFr)
  - 1er juin 2017 sur Canal+ (en VF)
  - 28 février 2018 sur 6ter
  - 22 mai 2020 sur M6
- Suisse : 27 octobre 2017 sur RTS Deux
- Belgique : 19 décembre 2017 sur RTL-TVI
- Québec : 2 juin 2018 sur ICI Radio-Canada Télé

- États-Unis : 12,84 millions de téléspectateurs[58] (première diffusion)
- Canada : 1,696 million de téléspectateurs[59] (première diffusion + différé 7 jours)
- France : 608 000 téléspectateurs (9,9 %)[52]

## Audiences aux Etats-Unis
| N° d'épisode | Titre original                        | Titre français                   | Chaîne | Date de diffusion originale | Audience (en millions de téléspectateurs) | Pdm sur les 18-49 ans |
| ------------ | ------------------------------------- | -------------------------------- | ------ | --------------------------- | ----------------------------------------- | --------------------- |
| 1            | Pilot                                 | L'anniversaire                   | NBC    | 20 septembre 2016           | 10.07                                     | 2.8                   |
| 2            | The Big Three                         | Nouveaux horizons                | NBC    | 27 septembre 2016           | 8.75                                      | 2.6                   |
| 3            | Kyle                                  | Baby Blues                       | NBC    | 11 octobre 2016             | 9.87                                      | 2.8                   |
| 4            | The Pool                              | La piscine                       | NBC    | 18 octobre 2016             | 9.71                                      | 2.6                   |
| 5            | The Game Plan                         | Match décisif                    | NBC    | 25 octobre 2016             | 8.68                                      | 2.4                   |
| 6            | Career Days                           | Vocation contrariée              | NBC    | 1er novembre 2016           | 8.48                                      | 2.3                   |
| 7            | The Best Washing Machine in the World | Jalousie fraternelle             | NBC    | 15 novembre 2016            | 9.50                                      | 2.6                   |
| 8            | Pilgrim Rick                          | Traditions familiales            | NBC    | 22 novembre 2016            | 9.00                                      | 2.4                   |
| 9            | The Trip                              | Hallucinations                   | NBC    | 29 novembre 2016            | 10.53                                     | 2.7                   |
| 10           | Last Christmas                        | La magie de Noël                 | NBC    | 6 décembre 2016             | 10.95                                     | 2.8                   |
| 11           | The Right Thing to Do                 | Raisons et sentiments            | NBC    | 10 janvier 2017             | 10.48                                     | 3.0                   |
| 12           | The Big Day                           | Jour mémorable                   | NBC    | 17 janvier 2017             | 9.59                                      | 2.6                   |
| 13           | Three Sentences                       | La femme de sa vie               | NBC    | 24 janvier 2017             | 9.63                                      | 2.8                   |
| 14           | I Call Marriage                       | Pour le meilleur et pour le pire | NBC    | 7 février 2017              | 9.57                                      | 2.6                   |
| 15           | Jack Pearson's Son                    | Coup de théâtre !                | NBC    | 14 février 2017             | 9.03                                      | 2.4                   |
| 16           | Memphis                               | Memphis                          | NBC    | 21 février 2017             | 9.35                                      | 2.5                   |
| 17           | What Now?                             | Souvenirs                        | NBC    | 7 mars 2017                 | 11.15                                     | 3.0                   |
| 18           | Moonshadow                            | Choix difficiles                 | NBC    | 14 mars 2017                | 12.84                                     | 3.4                   |